# 小野浩司 (財務・金融官僚)
小野浩司（おの こうじ）は、日本の財務・金融官僚。金融庁監督局銀行第二課長。

## 来歴
東京大学経済学部卒業。1998年 大蔵省入省（銀行局総務課）。当時は北海道拓殖銀行、山一證券の破綻など、金融行政の転換期であった。同年6月22日 金融企画局信用課。金融国会において、公的資本増強化が用意されるとともに長銀や日債銀が特別管理下に置かれた。金融国会の中、雑用の毎日だったが、金融危機を乗り越えた強烈な原体験になったという。
2000年6月からミシガン大学へ留学。2002年7月 財務省主税局調査課外国調査第一係長。外国税制等を調査した。
2005年 厚生労働省年金局年金課長補佐。主に厚生年金と共済年金の一元化に従事する。
その後は金融庁監督局保険課長補佐、主計局主計官補佐（農林水産第三係主査）などを経て、2011年 主計局総務課長補佐（歳入・国債係主査）。
2016年6月22日 金融庁総務企画局総務課長補佐兼金融庁総務企画局総務課人事企画室長。2018年7月17日 金融庁総合政策局秘書課企画官兼金融庁総合政策局秘書課人事企画室長。2019年7月10日 経済協力開発機構（OECD）租税センター参事官。
2022年7月1日 主計局主計企画官（調整担当）。2023年7月7日 主計局主計官（内閣、デジタル、復興、外務、経済協力担当）。2024年7月12日 金融庁監督局銀行第二課長。

## 略歴
- 1998年4月：大蔵省入省（銀行局総務課）[2][3]。
- 1998年6月22日：金融企画局信用課。
- 2000年1月：仙台国税局。
- 2000年6月：ミシガン大学へ留学。
- 2002年7月：財務省主税局調査課外国調査第一係長[4]。
- 2004年7月：国税庁長官官房人事課長補佐。
- 2005年：厚生労働省年金局年金課長補佐。
- 2007年7月：大臣官房秘書課長補佐（政務官秘書官）。
- 2008年：金融庁監督局銀行第二課長補佐。
- 2009年：金融庁監督局保険課長補佐。
- 2010年：主計局主計官補佐（農林水産第三係主査）。
- 2011年：主計局総務課長補佐（歳入・国債係主査）。
- 2012年：主計局主計官補佐（環境係主査）。
- 2013年：金融庁総務企画局企業開示課企業開示調整官。
- 2014年：金融庁総務企画局企画課企画調整官。
- 2016年6月22日：金融庁総務企画局総務課長補佐 兼 金融庁総務企画局総務課人事企画室長。
- 2018年7月17日：金融庁総合政策局秘書課企画官 兼 金融庁総合政策局秘書課人事企画室長。
- 2019年7月10日：経済協力開発機構（OECD）租税センター参事官。
- 2022年6月20日：大臣官房付。
- 2022年7月1日：主計局主計企画官（調整担当）。
- 2023年7月7日：主計局主計官（内閣、デジタル、復興、外務、経済協力担当）。
- 2024年7月12日：金融庁監督局銀行第二課長。